# Athyma nefte
Athyma nefte, цветной сержант — вид щетинконогих бабочек, обитающих в тропической части Южной и Юго-Восточной Азии.

## Описание
Описание основано на Бингеме

### Athyma nefte nivifera
Борнео и Малаккский полуостров.
Самец: верхняя часть тела чёрная с белоснежными отметинами, более-менее окаймлёнными пятнами голубых чешуек. Переднее крыло: дисковидная полоса неясно разделена и неровная вдоль верхнего края; сильно изогнутая и широко прерванная белая дисковая полоса; последняя состоит из трех наклонных наружу квадратных пятен в первом-втором промежутках и трёх продолговатых пятен, наклоненных внутрь в четвёртом, пятом и шестом промежутках, в третьем промежутке пятна нет; за ними внутренняя и внешняя субтерминальная бледная линия, разделённая поперечной узкой чёрной полосой, первая заканчивается около вершины наклонным маленьким узким белым пятном.
Заднее крыло: дисковая полоса переднего крыла продолжается в виде суббазальной поперечной белой полосы; постдискальная, более узкая, более или менее пятнистая полоса, также белая, и субтерминальная полоса очень отчётливая, бледная, ещё более узкая. Промежуток между постдискальной и субтерминальной полосами темнее основного цвета крыла, а постдискальная полоса на внутренней стороне окаймлена конусообразными отметинами аналогичного цвета.
Нижняя сторона коричневая, белые отметины такие же, как и на верхней стороне, но несколько размыты, промежутки основного цвета более-менее испещрены более тёмно-коричневыми пятнами, образующими на заднем крыле заметный дисковидный поперечный ряд пятен в промежутках; дорсальный край заднего крыла голубовато-белый.
Усики, голова, грудь и брюшко сверху тёмные, коричневато-черные, грудь и основание брюшка соответственно пересечены полосой голубовато-белого цвета; снизу щупики, грудь и брюшко голубовато-белые.
Самка: Верхняя часть тела чёрная, отметины такие же, как у самца, но оранжево-жёлтые и гораздо шире; на переднем крыле дисковая полоса полная, внутренняя субтерминальная полоса гораздо шире и лучше выражена.
Нижняя сторона: основной цвет более бледно-коричневый, чем у самца, отметины такие же, как на верхней стороне, но розовато-белые, тёмно-коричневые пятна в промежутках и ряд тёмных дискальных пятен на заднем крыле более заметны.

### Athyma nefte asita
Мьянма, Тенассерим. Отличается от A. n. nivifera следующим:
Верхняя часть самца. Переднее крыло: дисковидная полоска более чётко разделена, предвершинная часть выступает; дисковая полоса шире, переднее пятно, составляющее её заднюю половину, не шире остальных, не имеет внешней конусности; два заметных предвершинных оранжево-жёлтых пятна. Заднее крыло: суббазальная полоса немного шире. Нижняя сторона: основной цвет более охристо-коричневый; передние крылья у вершины оранжево-жёлтые.
Верхняя сторона самки: отметины несколько более тёмного оранжево-жёлтого цвета; дискальная полоса на переднем крыле и постдискальная полоса на заднем крыле заметно шире; внутренняя субтерминальная узкая полоса на переднем крыле слабо выражена сзади; предвершинные пятна гораздо меньше. Нижняя сторона: основной цвет гораздо более охристый.

### Athyma nefte inara
Похож на Athyma nefte nivifera, но отличается в деталях. Найден в Индии. Самец: верхняя часть тела чёрная с белоснежными отметинами, более-менее окаймлёнными пятнами голубых чешуек. Переднее крыло: дисковидная полоса от тёмно-белого до тёмно-железистого цвета, за исключением предвершинной части, которая всегда заметно белая; широкая, прямая и почти полная белая дисковая полоса, отделенная от терминального края и состоящая из трех наклонных наружу квадратных пятен в промежутках 1a, 1 и 2 и трёх продолговатых пятен, наклоненных внутрь в промежутках 4, 5 и 6, небольшого пятна в промежутке 3; за этим оранжево-жёлтая, пятнистая, чётко выраженная внутренняя и бледная внешняя субтерминальная линия, разделенная разделенными только черными жилками, первая из которых заканчивается около вершины наклонным средним узким белым пятном.
Заднее крыло: дисковая полоса переднего крыла продолжается в виде суббазальной поперечной белой полосы; постдискальная, более узкая, более или менее пятнистая полоса, также белая, и очень отчётливая бледная, ещё более узкая, субтерминальная полоса. Промежуток между постдискальной и субтерминальной полосами темнее основного цвета крыла, а постдискальная полоса на внутренней стороне окаймлена конусообразными отметинами аналогичного цвета.
Нижняя сторона охристо-светло-коричневая, с оранжево-жёлтым оттенком на вершине переднего крыла и на передней части постдискальной полосы на заднем крыле; отметины на верхней стороне такие же, но несколько размытые, дискоидальная полоса и задняя половина внутренней субтерминальной полосы на переднем крыле и постдискальная полоса сзади на заднем крыле залиты очень бледным голубовато-розовым; промежутки основного цвета мелкие тёмно-коричневые пятна, образующие на заднем крыле заметный дисковый поперечный ряд пятен в промежутках; дорсальный край заднего крыла голубовато-белый.
Усики, голова, грудь и брюшко сверху тёмные, коричневато-чёрные, грудь и основание брюшка соответственно пересечены полосой голубовато-белого цвета; снизу щупики, грудь и брюшко голубовато-белые.
Самка: Верхняя часть тела чёрная, отметины такие же, как у самца, но бледно-оранжево-жёлтые и гораздо шире; на переднем крыле дисковая полоса полная и очень широкая, внутренняя субтерминальная полоса редуцирована до торнальной и двух или трёх предвершинных пятен.
Нижняя сторона: основной цвет яркий охристо-жёлтый, отметины розовато-белые, но в большей части залитые бледно-жёлтым; тёмно-коричневые пятна в промежутках и ряд тёмных дискальных пятен на заднем крыле более заметен, а на переднем крыле они большие и резко контрастируют с основным цветом.

## Экология
Гусеница цилиндрическая, с шестью рядами тонких разветвлённых шипов, из которых спинной ниже боковых, а шипы на третьем и четвёртом сегментах ниже остальных; второй сегмент не вооружён; основания ног снабжены короткими простыми шипами. Окрас чисто-зелёный, с большим коричневым пятном на девятом сегменте. Шипы коричневые, голова тёмно-коричневая, голова покрыта короткими простыми коричневыми шипами и белыми бугорками. Питается Glochidion velutinum и G. zelanicum. Куколка похожа на куколку Athyma ranga, но из любопытных отростков на спине задний значительно длиннее и более наклонён вперед.
По крайней мере на Борнео, а возможно, и в других местах, взрослые особи, как и другие Athyma, обычно не пьют жидкости из падали или старых фруктов.